# Hujowa Górka

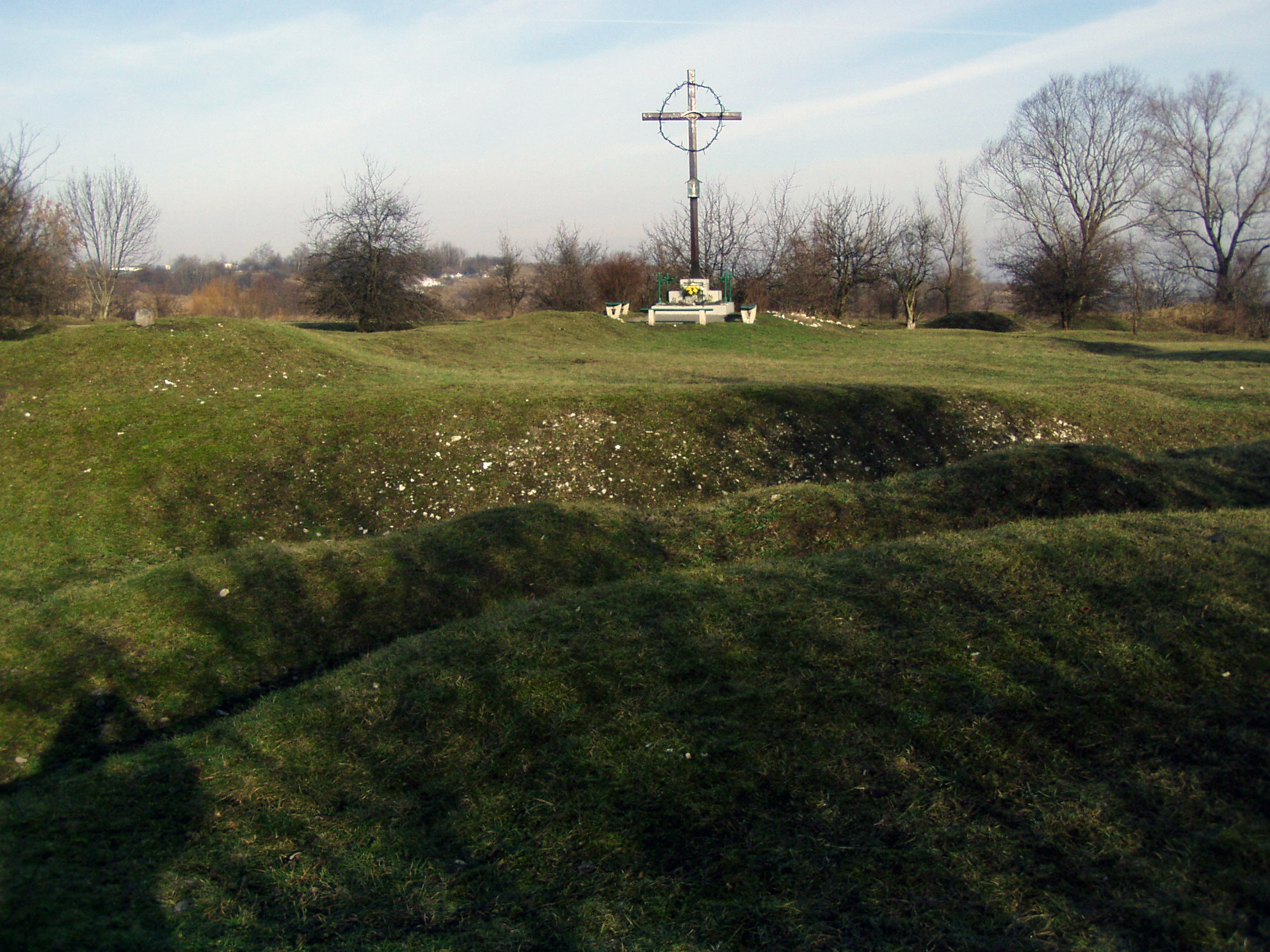
Hujowa Górka.

Hujowa Górka är en kulle i närheten av det före detta nazistiska koncentrationslägret Płaszów i södra delen av Kraków. På denna plats grävde nazisterna i april 1944 upp och kremerade omkring 10 000 tidigare mördade judar. De gjorde detta för att utplåna spåren efter massmordet, innan de retirerade från orten. Hujowa Górka är uppkallat efter SS-Unterscharführer Albert Hujar som ledde avrättningarna.
I filmen Schindler's List från 1993 skildras kremeringarna på Hujowa Górka. Albert Hujar porträtteras av Norbert Weisser.